# Xədicə Qayıbova

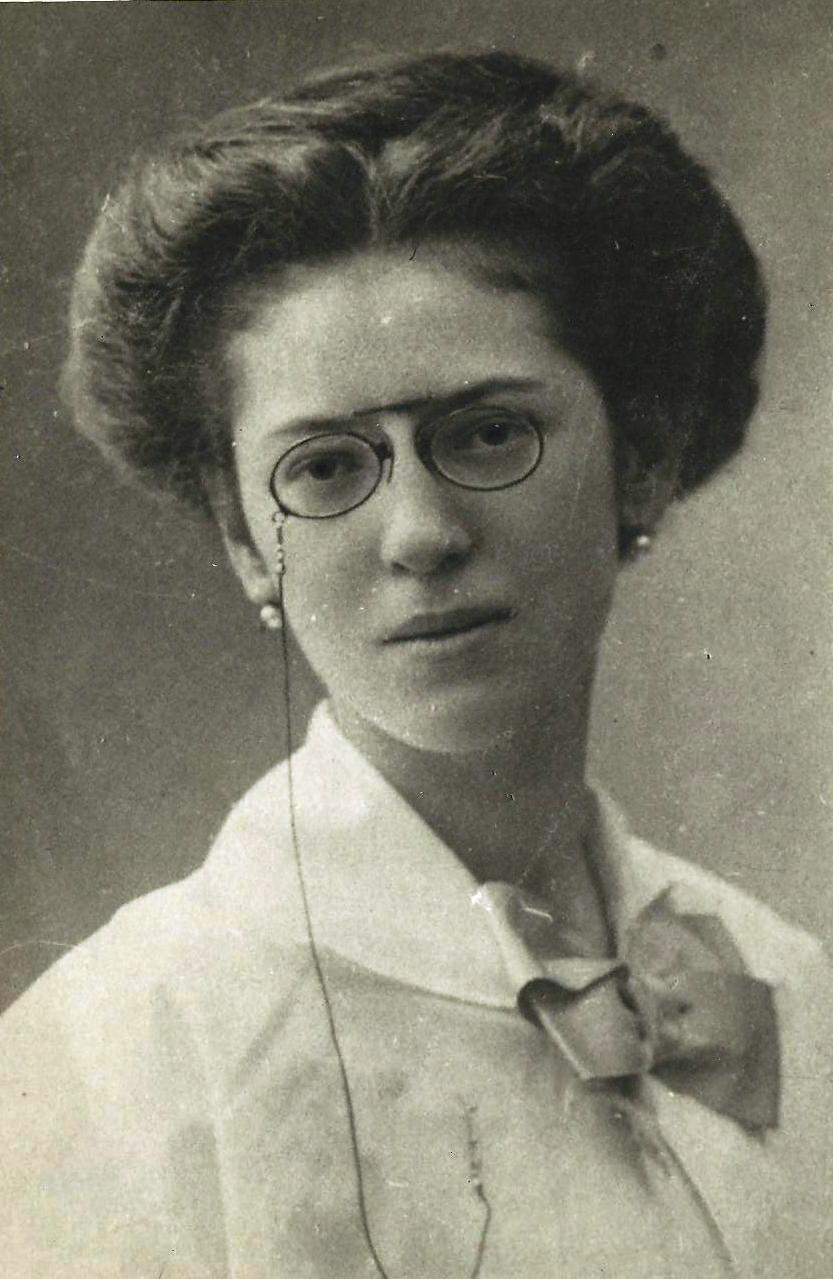
Xədicə Qayıbova

Xədicə Osman qızı Qayıbova (eingedeutscht Chadidscha Gayibowa; * 12. Maijul. / 24. Mai 1893greg. in Tiflis, Gouvernement Tiflis, Russisches Kaiserreich; † 27. Oktober 1938 in Baku, Aserbaidschanische SSR, UdSSR) war eine aserbaidschanische Pianistin. Sie fiel dem Großen Terror in Aserbaidschan zum Opfer.

## Biographie
Qayıbova kam bereits in den frühen Jahren mit Musik in Berührung. Zwischen 1901 und 1911 erhielt sie eine Klavierausbildung am Sankt-Nina-Mädchengymnasium in Tiflis. Nach ihrem Abschluss heiratete sie Nadir Qayıbov, den Sohn von Mirsa Huseyn Afandi Gayibov, dem Großmufti von Kaukasus und den Bruder von Nigar Şıxlinskaya. In den kommenden vier Jahren unterrichtete sie an einer örtlichen russisch-muslimischen Schule.
Qayıbova erlangte die Bekanntheit als erste aserbaidschanische Musikerin, die die traditionelle aserbaidschanische Musik Mugham auf dem Klavier gespielt hatte.
Nach der Etablierung der Demokratischen Republik Aserbaidschan zog Qayıbova im Jahr 1919 mit ihrer Familie nach Baku. 1920 zählte sie zu den Gründungspersonen des Aserbaidschanischen Staatlichen Konservatoriums (heute Musikakademie Baku). Nach der Sowjetisierung Aserbaidschans wurde sie Abteilungsleiterin für orientalische Musik im Aserbaidschanischen Volkskommissariat für Bildung. Während dieser Zeit organisierte Qayıbova kurzfristige Klavier- und Schauspielkurse für Frauen. 1927 ließ sie sich in die Fakultät Komposition des Staatlichen Konservatoriums einschreiben, wo sie bis 1931 studierte.
1933 wurde Qayıbova unter dem Vorwurf kontrarevolutionärer Aktivitäten verhaftet, jedoch drei Monate später wieder freigelassen. Im Jahr 1934 wurde sie Forschungsteammitglied des Konservatoriums zur Erforschung des volksmusikalischen Erbes von Aserbaidschan. Qayıbova organisierte in dieser Zeit viele musikalische Veranstaltungen, an denen Musiker, Dichter, Schriftsteller, Akademiker aus der Türkei teilnahmen. Dadurch geriet sie ins Visier des sowjetischen Geheimdienstes, der sie der Kontakte mit der türkischen Regierung bezichtigte.
Im März 1938 wurde Qayıbova wegen angeblicher Verbindungen zu aserbaidschanischen Musawatisten zusammen mit ihrem Mann verhaftet. In den darauffolgenden Monaten wurde sie insgesamt neun Mal zur Vernehmung vorgeladen, ehe sie am Ende der konstruierten Spionage schuldig gesprochen wurde. Qayıbova selbst wies alle Anschuldigungen von sich. Am 19. Oktober 1938 wurde sie nach 15-minütiger Gerichtsverhandlung zum Tode durch Erschießen verurteilt und eine Woche später hingerichtet.
1956 wurde Qayıbova nach der Geheimrede Chruschtschows posthum rehabilitiert.